# Falling Awake (singolo)
Falling Awake è un brano del soprano finlandese Tarja, estratto come primo singolo dall'album What Lies Beneath.

## Descrizione
La canzone è stata scritta da Tarja e Johnny Andrews e prodotta da Tarja. La cantante ha descritto Falling Awake come una canzone molto personale, incentrata sulla sua vita come artista. Esistono tre versioni di Falling Awake: la versione dell'album, che vanta la collaborazione del chitarrista Joe Satriani, la versione del singolo, in cui la chitarra è affidata a Jason Hook dei Five Finger Death Punch, e la versione scaricabile con Julian Barrett alla chitarra.

## Video musicale
Il 18 luglio 2010 è stato pubblicato un videoclip di Falling Awake sul canale della cantante. Si tratta di un video molto semplice, costituito da una serie di riprese eseguite durante la realizzazione di What Lies Beneath.

## Tracce
1. Falling Awake (Single Version) – 4:43 (Tarja Turunen, Johnny Andrews)
2. The Good Die Young (Tarja Version) – 5:15 (Klaus Meine, Rudolf Schenker, Christian Kolonovits)

## Classifiche
| Classifica      | Posizione massima |
| --------------- | ----------------- |
| Repubblica Ceca | 18                |